# Houédomey
Houédomey ist ein Arrondissement im Departement Ouémé im westafrikanischen Staat Benin. Es ist eine Verwaltungseinheit, die der Gerichtsbarkeit der Kommune Dangbo untersteht.

## Demografie und Verwaltung
Gemäß der Volkszählung 2013 des beninischen Statistikamtes INSAE hatte das Arrondissement 17.507 Einwohner, davon waren 8739 männlich und 8768 weiblich.
Von den 50 Dörfern und Quartieren der Kommune Dangbo (Ouémé)| entfallen neun auf Houédomey:
1. Adjido
2. Agbonou
3. Agondo
4. Agonguè
5. Damè
6. Dèwémè-Daho
7. Houédomey
8. Sodji
9. Wozounmey